# Romans wszech czasów
Romans wszech czasów (w starszych bibliografiach i najwcześniejszych wydaniach książki stara pisownia „Romans wszechczasów”) – powieść detektywistyczna Joanny Chmielewskiej z 1975 roku, ósma książka w dorobku autorki.
Powieść sensacyjno-humorystyczna, z wieloma elementami komicznymi. Miłośnicy twórczości Chmielewskiej zwracają uwagę, że jest to pierwsza powieść, w której autorka użyła wyrazu powszechnie uważanego za nieprzyzwoity.

## Opis fabuły
Joanna, która odczuwa przejściowe kłopoty finansowe, godzi się na propozycję zamieszkania w obcym domu z nieznanym mężczyzną za odpowiednie pieniądze. Cała sytuacja okazuje się mistyfikacją, którą sprokurowała szajka przestępcza. Jednak po jej wykryciu intryga trwa dalej.

## Adaptacje
Ekranizacja dla Teatru Telewizji Kim jesteś kochanie (1979), reż. Andrzej Żmijewski.